# Jelle Nijdam
Jelle Nijdam, född den 16 augusti 1963 i Zundert, Noord-Brabant är en nederländsk före detta professionell landsvägscyklist.

## Viktigaste meriter
1985
Vinnare av GP Impanis-Van Petegem
Vinnare totalt  Tour de Luxembourg
1987
Prologen i Tour de France
Vinnare av Dwars door België
1988
Vinnare av Amstel Gold Race
Vinnare av etapp 5 i Tour de France
1989
Vinnare av etapperna 4 och 14 i Tour de France
Vinnare av Paris-Tours
Vinnare av Paris-Bryssel
1990
3:a i Amstel Gold Race
Vinnare av etapp 6 i Tour de France
Vinnare totalt  av Nederländerna runt
1991
Vinnare av etapp 5 i Tour de France
Vinnare totalt  av De Panne tredagars
1992
Vinnare totalt  av Nederländerna runt
Vinnare av etapp 1 (ITT) i Vuelta a España
1994
Vinnare av Kampioenschap van Vlaanderen
1995
Vinnare totalt  av Nederländerna runt
Vinnare av Dwars door België